# غريغوريو ويبر
غريغوريو ويبر (بالإنجليزية: Gregorio Weber)‏ هو عالم كيمياء حيوية أمريكي، ولد في 4 يوليو 1916 في بوينس آيرس في الأرجنتين، وتوفي في 18 يوليو 1997 في أوربانا في الولايات المتحدة.